# Monumento a las víctimas sinti y romaníes del nazismo

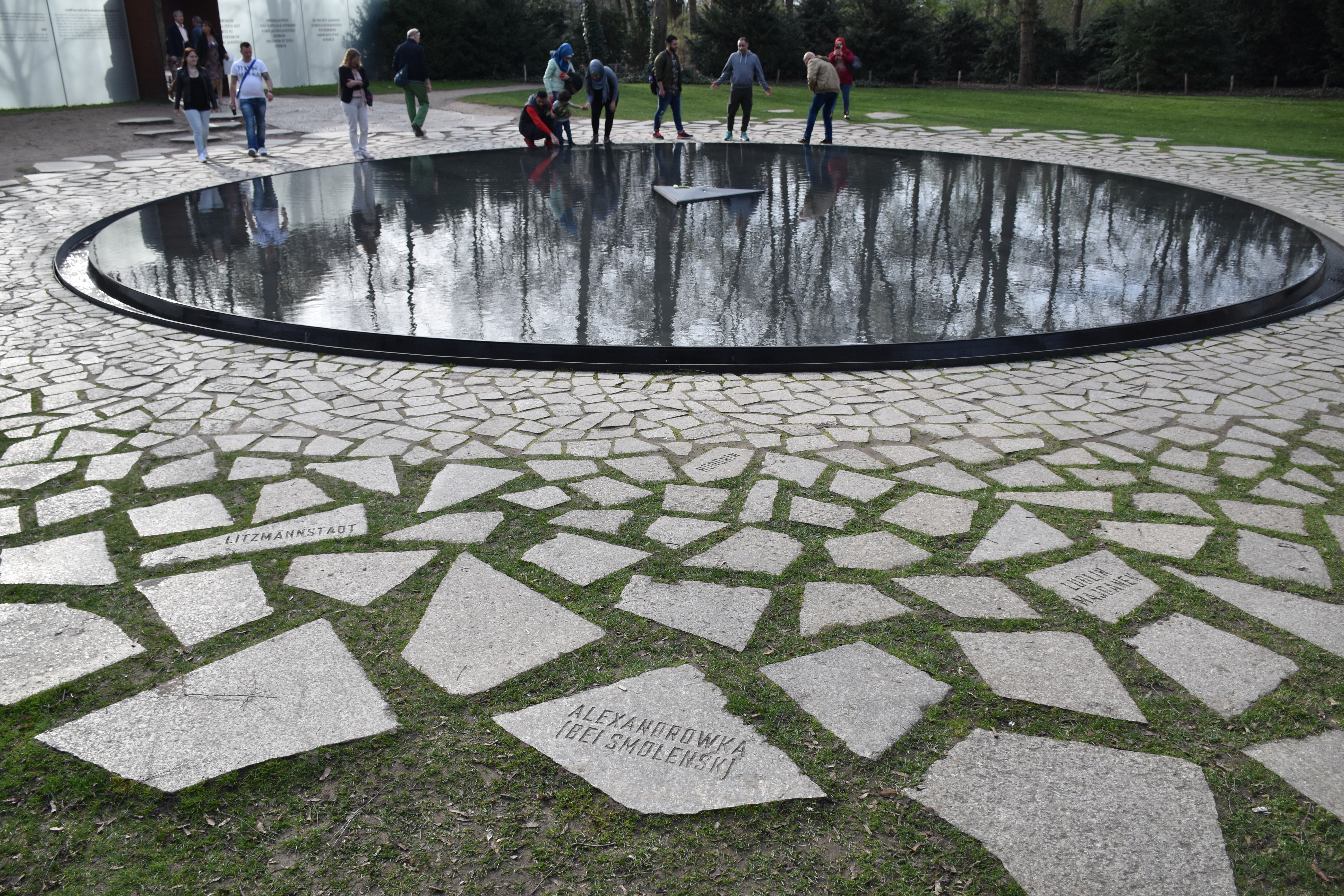
Monumento a las víctimas sinti y romaníes del nazismo.

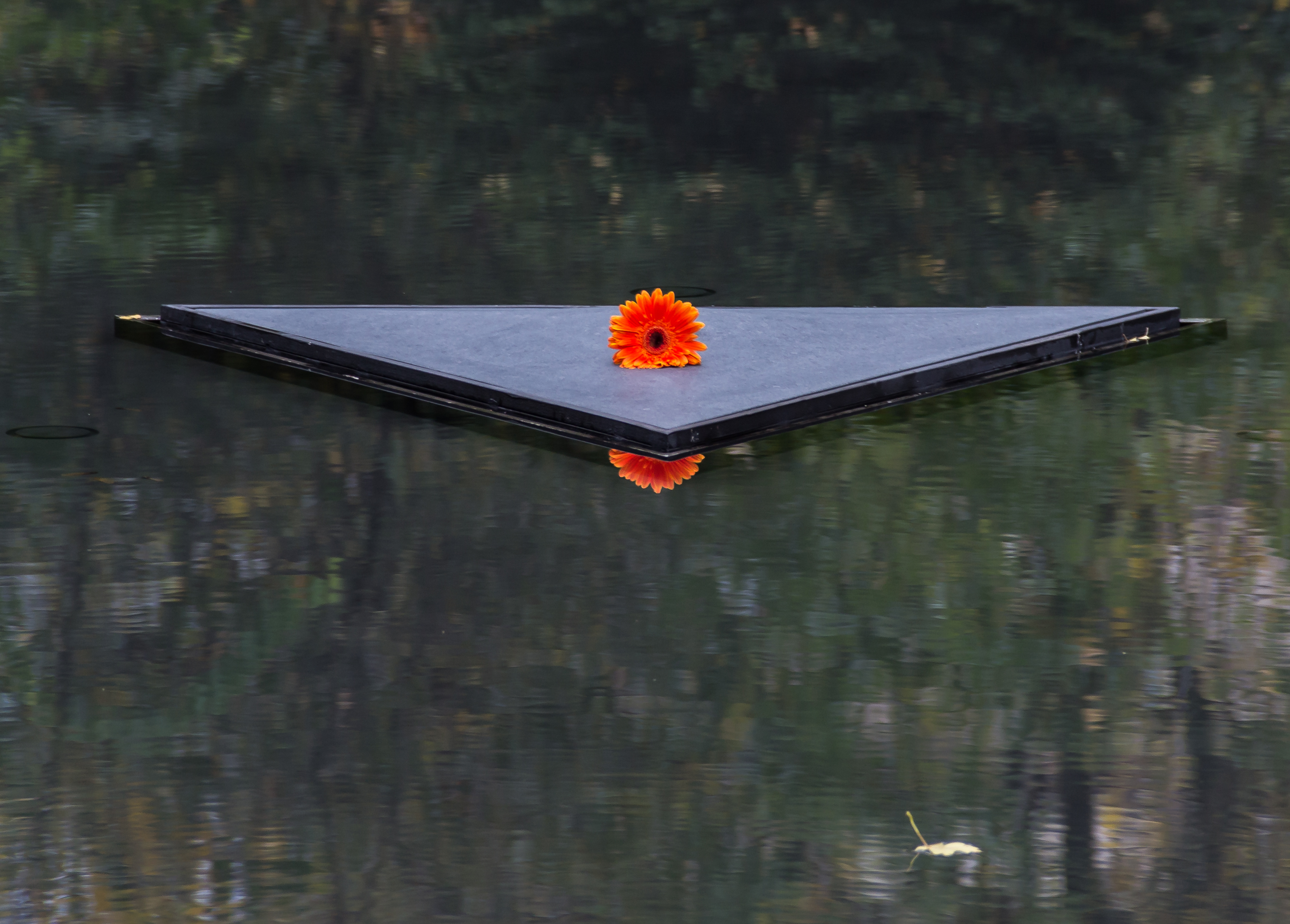
Centro de la fuente en el monumento.

El monumento a las víctimas sinti y romaníes del nazismo es un monumento en Berlín, Alemania. Está dedicado a la memoria de las 220,000 - 500,000 personas asesinadas en Porraimos, en el marco del genocidio nazi de los pueblos europeos sinti y romaníes. Fue diseñado por Dani Karavan e inaugurado oficialmente el 24 de octubre de 2012 por la canciller alemana Angela Merkel en presencia del presidente Joachim Gauck.

## Ubicación y diseño
El monumento se encuentra en el parque Tiergarten de Berlín, al sur del Reichstag y cerca de la Puerta de Brandenburgo. Fue diseñado por el artista israelí Dani Karavan y consiste en una piscina oscura y circular de agua en cuyo centro hay una piedra triangular. La forma triangular de la piedra hace referencia a las insignias que debían llevar los prisioneros de los campos de concentración. La piedra es retráctil y se le coloca diariamente una flor fresca. En letras de bronce, alrededor del borde de la piscina, está el poema Auschwitz del artista italiano Santino Spinelli: 
Cara
demacrada, ojos muertos,
labios fríos,
silencio,
un corazón roto sin
aliento
sin palabras,
sin lágrimas

## Historia
El establecimiento de un monumento permanente a las víctimas sinti y romaníes del régimen nazi fue una propuesta de larga data de dichas comunidades. En 1992, el Gobierno Federal acuerda construir un monumento, pero el mismo enfrentó años de demora y disputas sobre su diseño y ubicación, los trabajos comenzaron oficialmente el 19 de diciembre de 2008, el día de conmemoración de las víctimas de porraimos, el cual es finalizado el 24 de octubre de 2012.